# Бородій Олег Олексійович
Олег Олексійович Бородій (нар. 29 липня 1955, місто Кам'янка, тепер Молдова) — український радянський діяч, секретар Тернопільського обласного комітету КПУ. Доктор економічних наук (1993).

## Біографія
У 1976 році закінчив Тернопільський фінансово-економічний інститут. Член КПРС.
З 1976 року — старший викладач, доцент, заступник декана факультету Тернопільського фінансово-економічного інституту. Потім працював доцентом у Київському інституті народного господарства.
У 1988 — 15 вересня 1990 року — завідувач економічного (соціально-економічного) відділу Тернопільського обласного комітету КПУ.
15 вересня 1990 — 1991 року — секретар Тернопільського обласного комітету КПУ.
З 1991 року — генеральний директор спільного українсько-польсько-німецького підприємства «Глобал—Космед» у Тернополі. Потім очолював різні приватні підприємства, був генеральним директором-засновником ТОВ Фірма «ОМО» в Тернополі.
Автор понад 100 наукових і методичних праць з проблем економіки та організації виробництва.

## Нагороди
- ордени
- медалі